# صادق فرعون
صادق فرعون هوَ طَبيب وأستاذ وأديب وموسيقي سوري، عَمل وزيراً للصحة عام 1965 وأستاذاً في جامعة دمشق وكان طبيباً في مستشفى دار التوليد الجامعي ومستشفى الزهراوي في سوريا.

## حياته
وُلدَ صادق فرعون عام 1928 في حي الشاغور في دمشق. تَعلم في ثانوية جودة الهاشمي في دمشق، وبعد حُصوله على شهادة الثانوية العامة أراد صادق مُتابعة دراسة الموسيقى في مصر إلى أنهُ تعرض للمعارضة بسبب نظرات المُجتمع للموسيقيين في ذلك الوَقت، فدخلَ كلية الطِب مع استمراره بالعزف على الكمان، وَدرسَ صادق فيما بعد الموسيقى الشَرقية ثُم الموسيقى العالمية الكلاسيكية، وعمل أيضاً نائباً لرئيس مجلس إدارة جمعية صدى للثقافة الموسيقية، ولهُ كتابات عدة حول الموسيقى مِن أهمها معجم الموسيقى المختصر وهوَ مُعجم مُعتمد من قِبل مجمع الموسيقى في دمشق.
يُجيد صادِق فرعون اللغة الفرنسية وَالإنجليزية وَالألمانية، كما كانت لهُ العديد من الكِتابات منها «أن يقول الإنسان الحقيقة» وَ«موت أم مع انبلاج الفجر»، ومن مؤلفاته بالتعاون مع الدكتور إبراهيم حقي «فن التوليد».

## وفاته
دأب صادق فرعون بالذهاب إلى عيادته يوميًا حتى تاريخ 2 أغسطس 2017، وفي 6 سبتمبر 2017 تُوفي بعد صراعٍ طويل مع سرطان المثانة، وفي 7 سبتمبر دفن في مقبرة الدحداح في دمشق.

## وصلات خارجية
- صادق فرعون  على فيسبوك.